# Brion-sur-Ource
Brion-sur-Ource è un comune francese di 236 abitanti situato nel dipartimento della Côte-d'Or nella regione della Borgogna-Franca Contea.

## Società

### Evoluzione demografica
Abitanti censiti